# Hriadky
Hriadky es un municipio del distrito de Trebišov en la región de Košice, Eslovaquia, con una población estimada a final del año 2024 de 416 habitantes.
Se encuentra ubicado al este de la región, en la cuenca hidrográfica del río Ondava (afluente del río Bodrog que, a su vez, lo es del Tisza), y cerca de la frontera con la región de Prešov y Hungría.

## Demografía
| Año        | 1994 | 2004     | 2014    | 2024    |
| ---------- | ---- | -------- | ------- | ------- |
| Población  | 518  | 466      | 462     | 416     |
| Diferencia |      | −10,03 % | −0,85 % | −9,95 % |

| Año        | 2023 | 2024    |
| ---------- | ---- | ------- |
| Población  | 423  | 416     |
| Diferencia |      | −1,65 % |